# Chiến dịch Auca

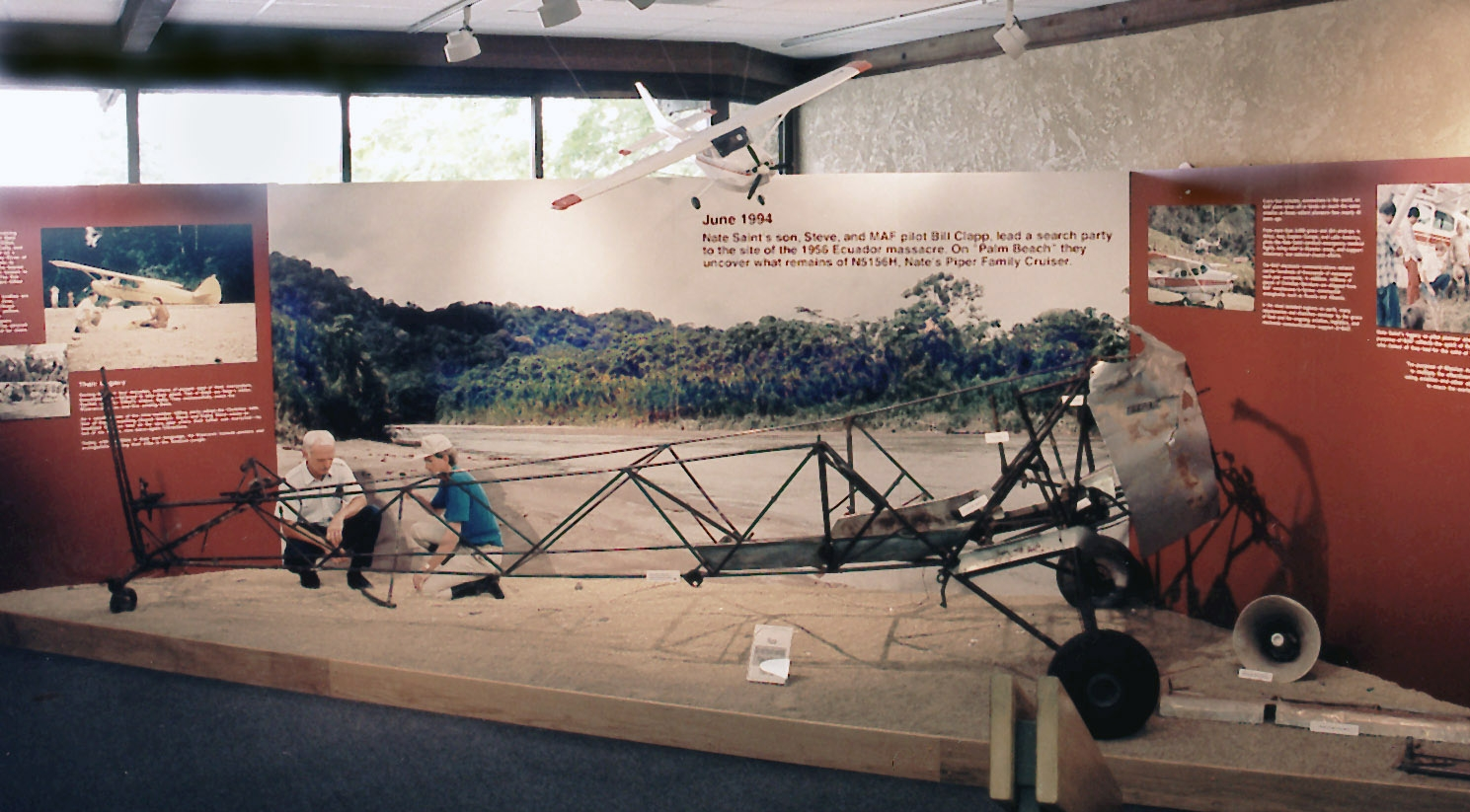
Máy bay của Nate Saint được phát hiện vào năm 1994, bị chôn trong cát dọc theo sông Curaray. Khung máy bay đã được tái dựng lại và nay đang trưng bày tại trung tâm Mission Aviation Fellowship tại Nampa, Idaho.

Chiến dịch Auca là một cố gắng bởi năm nhà truyền đạo Tin Lành từ Mỹ để mang đạo Chúa đến cho người Huaorani thuộc vùng rừng nhiệt đới Ecuador. Người Huaorani, cũng được biết với từ mang nghĩa miệt thị Auca (một biến thể của awqa, một từ Quechua có nghĩa là "hoang dã"), là một bộ lạc cách biệt nổi tiếng với tính bạo lực của họ đối với chính người trong bộ lạc cũng như với người ngoài xâm nhập vào lãnh địa

## Tiếp xúc đầu tiên

Bản đồ mô tả những địa điểm chính trong Chiến dịch Auca

## Biển Palm

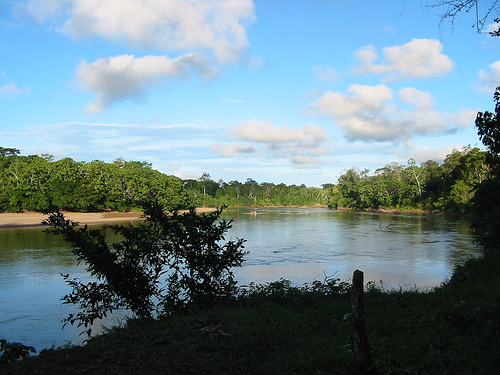
Sông Curaray